# Jan Royt
Jan Royt (* 20. dubna 1955 Roudnice nad Labem) je český historik umění, prorektor pro tvůrčí a ediční činnost Univerzity Karlovy. Hlavní oblastí jeho zájmu je křesťanská ikonografie a středověké malířství. Člen Vědecké rady Národní galerie v Praze.

## Život
Pochází z tradiční evangelické rodiny. Původně byl pokřtěn ve sboru Českobratrské církve evangelické v Krabčicích. Jeho původním profesním zaměřením bylo zemědělství, které studoval na Vysoké škole zemědělské v Praze. Dokončil v roce 1979. V letech 1979–1984 studoval na FF UK v Praze, kde obhájil rigorózní práci. Pod vlivem roudnického faráře P. Bohumila Koláře konvertoval k římskokatolické církvi. V nakladatelství Odeon pracoval jako redaktor literatury o výtvarném umění. Po revoluci v roce 1989 nastoupil na Ústavu pro dějiny umění FF UK, kde byl v roce 2006 jmenován ředitelem. Roku 1997 se habilitoval na FF UK prací Obraz a kult v Čechách 17. a 18. století a v roce 2004 byl jmenován profesorem. Dne 12. října 2016 mu byl udělen titul doktor věd (DSc.). Stál u zrodu Ústavu dějin křesťanského umění na Katolické teologické fakultě UK. Jako ocenění za svoji činnost na KTF obdržel v roce 2009 zlatou medaili sv. Vojtěcha od arcibiskupa pražského, kardinála Dominika Duky.  Od roku 2014 je prorektorem Univerzity Karlovy v Praze pro tvůrčí a ediční činnost.
Kromě FF UK působí dále na KTF UK Praha, FF UJEP v Ústí nad Labem a na AVU etc. Je členem mnoha vědeckých rad a institucí (např. vědecká rada Ústavu pro dějiny umění AV ČR, NG v Praze, HTF UK a FF UK atd.). Žije v Praze s manželkou, farářkou Církve československé husitské, a dvěma syny. Vystupuje také pravidelně ve sdělovacích prostředcích. V roce 2016 získal spolu s Jiřím Kuthanem Cenu města Havlíčkův Brod za nejkrásnější knihu veletrhu – za knihu Karel IV. – císař a český král
Je ženatý, má dva syny Cyrila a Jana. Jeho ženou je Libuše Roytová roz. Vyskočilová, farářka Československé církve husitské.

## Ocenění
- Cena Josefa Krásy Uměleckohistorické společnosti
- Rytíř papežského řádu svatého Řehoře Velikého[7]
- Od roku 2015 čestný člen Koruny České (monarchistické straně Čech, Moravy a Slezska)[8]
- Od roku 2019 řádný člen Učené společnosti České republiky[7]
- Řád sv. Cyrila a Metoděje [9]
- 2022: Medaile Artis Bohemiae Amicis, udílená ministrem kultury ČR.[10]
- 2023: Rytíř Řádu Božího hrobu[11]

## Výběrová bibliografie
- Římov : poutní areál s loretou a kalvárií. Velehrad : Historická společnost Starý Velehrad, 1995. 23 s. ISBN 80-901836-6-2. (spoluautor Vladimír Hyhlík).
- Umělecká výzdoba velké věže hradu Karlštejna. Ecclesia Triumfans (spolu s Jiřím Fajtem), in: Magister Theodoricus. Dvorní malíř císaře Karla IV., ed. Jiří Fajt, Praha 1997, s. 156–254. ISBN 80-7035-142-X.
- Slovník symbolů : kosmos, příroda a člověk v křesťanské ikonografii. Praha : Mladá fronta, 1998. 201 s. ISBN 80-204-0740-5. (spoluautor Hana Šedinová).
- Obraz a kult v Čechách 17. a 18. století. Praha : Karolinum, 1999. 362 s. ISBN 80-7184-662-7. 2. dopl. a přeprac. vyd. Praha : Karolinum, 2011. 479 s. ISBN 978-80-246-1691-9.
- Středověké malířství v Čechách. Praha : Karolinum, 2002. 163 s. ISBN 80-246-0265-2.
- Slovník biblické ikonografie. Praha : Karolinum, 2006. 342 s. ISBN 80-246-0963-0.
- Kristus v křesťanské ikonografii. České Budějovice : Karmášek, 2010. 160 s. ISBN 978-80-87101-22-3.
- Obraz a kult v Čechách 17. a 18. století. Praha : Karolinum, 2011. 480 s. ISBN 978-80-246-1691-9.
- Mistr Třeboňského oltáře. Praha : Karolinum, 2013. 292 s. ISBN 978-80-246-2262-0.
- Gotické deskové malířství v severozápadních a severních Čechách 1340-1550, 352 s., Univerzita Karlova v Praze, Nakl. Karolinum 2015, ISBN 978-80-246-3174-5
- Ikonografie Karlova mostu. Muzeum Karlova mostu, Praha 2024, 365 s. ISBN 978-80-909130-0-4. (spoluautor Vojtěch Pokorný)